# トネール (強襲揚陸艦)
トネール（フランス語：Tonnerre, L 9014）は、フランス海軍のミストラル級強襲揚陸艦2番艦。艦名は雷鳴を意味するフランス語に由来する。

## 艦歴
「トネール」は、DCNS主導で建造された。2003年8月26日に艦尾部分がブレスト工廠で起工、2004年5月5日にアルストム＝アトランティーク造船所で艦首部分が起工された。その後、艦体はブレスト工廠で組み立てられて2005年7月26日に進水。2007年8月1日に就役し、トゥーロン軍港に配備された。
2008年12月12日にリモージュと命名都市の関係を結ぶ。
2007年4月10日から7月24日にかけて大西洋とカリブ海方面で遠洋試験航海が実施される。トゥーロンを出港後、4月21日にサンピエール島・ミクロン島に、4月23日から4月27日までカナダ・ハリファックスに、4月30日から5月7日までアメリカ合衆国・ノーフォークに、5月25日から5月28日までフォール＝ド＝フランスに、6月8日から6月13日までブラジル・リオデジャネイロに、6月25日から6月30日まで南アフリカ共和国・ケープタウンに、7月14日から7月17日までセネガル・ダカールに寄港し遠洋試験航海を終えた。
2007年10月16日、NATO主催のノーブル・ミダス演習（Noble Midas）に参加した。スペイン海軍の空母「プリンシペ・デ・アストゥリアス」」、英空母「イラストリアス」、イタリア海軍の揚陸艦「サン・ジョルジョ」「サン・マルコ」など40隻の水上艦艇、5隻の潜水艦、20機の航空機が、仮想国家メイプルランド（Mapleland）の混乱とそれに波及するアドリア海近隣国での混乱を食い止めるため、平和維持活動を行なう内容であった。
2008年1月9日から4月19日までコルンベ92任務（Corymbe 92）に参加し、西アフリカ諸国を訪問する。1月18日から1月23日までセネガル・ダカールに、1月25日から1月27日までギニア・コナクリに、1月29日から2月7日まで海上における麻薬密輸防止活動を実施した。2月4日から2月7日まで再びダカールに、2月19日から2月25日までトーゴ・ロメに寄港し、トーゴ軍と内乱発生時を想定した演習を実施した。3月2日と3日はダカールに、3月9日から3月19日までカメルーン・リンベ（fr:Limbé）に、3月14日と15日はサントメ・プリンシペ・サントメ島に、3月17日から3月24日までガボン・リーブルヴィルに、3月27日と28日はコンゴ共和国・ポワントノワールに、4月10日から4月13日までダカールに寄港して帰路につく。
2008年5月9日から5月12日までアンヴィル08演習（ANVIL 08）に参加。同じフランス海軍の揚陸艦「フードル」、通報艦」「コマンダン・デュキン」やフランス陸軍第6軽機甲旅団を交えての水陸両用作戦訓練を行なった。9月18日にトゥーロンを出港し、9月22日から9月27日までポルトガル・リスボンに寄港し、29日と30日にラ・ロシェルにおいて第1戦闘ヘリコプター連隊のヘリコプターと協同訓練を、10月6日から10月17日までイギリス海軍、ベルギー海軍、オランダ海軍と合同演習を行なう。
2009年1月12日にトゥーロンを出港し、2月3日から2月15日までアメリカ軍主催のCOMPTUEX演習（COMPTUEX）に参加。リトルクリーク海軍水陸両用基地に寄港後、第5艦隊の強襲揚陸艦「バターン」などと水陸両用訓練を行なう。同年5月1日にインド洋にて活動中のところ、ソマリア東沖約450海里付近にて2隻のボートを伴った海賊の海上拠点をスウェーデンの航空機が発見し、翌朝に「トネール」は出動しこれを強襲・破壊して容疑者11名を拘束する。
2013年5月15日、ジャンヌ・ダルク・グループを編組してアタランタ作戦に参加中の駆逐艦「ジョルジュ・レイグ」と共に任務を終了する。
2021年3月30日、南インドのコチに入港。4月5日からはインド洋で、インド海軍のほか日本の海上自衛隊、アメリカ海軍、オーストラリア海軍との合同訓練「ラ・ペルーズ」に、同じフランス海軍のフリゲート「シュルクーフ」とともに参加した。その後、2隻は北朝鮮による禁輸破りの監視や訓練のため日本近海に来航。5月5-7日は沖縄県の米海軍ホワイト・ビーチ地区沖に停泊。5月11～17日に九州で日米豪との合同演習「アーク21」を実施し、同18日にホワイト・ビーチ地区に寄港した。